# För dem som vandrar i mörkret
För dem som vandrar i mörkret är en psalm vars text är skriven av Lars Westberg. Musiken är skriven av Jerker Leijon. 

## Publicerad som
- Nr 858 i Psalmer i 2000-talet under rubriken "Jesus Kristus - människors räddning".